# Raizeux
Raizeux est une commune française située dans le département des Yvelines en région Île-de-France.

## Géographie

### Description
La commune de Raizeux se trouve dans le sud-ouest des Yvelines en bordure du massif forestier de Rambouillet, à la frontière de l'Eure-et-Loir, tout près d'Épernon, à 13 kilomètres à l'ouest de Rambouillet, chef-lieu d'arrondissement, et à 48 kilomètres  au sud-ouest de Versailles, préfecture du département.
La commune est très découpée, en forme d'ailes de papillon se resserrant au niveau du village. Elle s'étend sur environ 5 km du nord au sud et d'est en ouest.

### Transports et voies de communications

#### Réseau routier
Deux routes départementales irriguent le territoire communal : la RD 107, qui relie Poigny-la-Forêt à Épernon passe dans le sud de la commune selon une direction nord-sud, tandis que la RD  80, Gazeran - Faverolles la traverse dans le nord selon un axe est-ouest.  La route la plus importante est cependant la départementale 906, Rambouillet - Chartres, qui passe à Épernon, à deux kilomètres au sud du village.

#### Desserte ferroviaire
La station de chemin de fer la plus proche est la Gare d'Épernon, située à 2 km du village  et desservie par les trains du réseau TER Centre-Val de Loire circulant entre Paris-Montparnasse et Chartres.

#### Bus
La commune est desservie par les lignes 20, 24 et Express 60 du réseau de bus Centre et Sud Yvelines.

### Communes limitrophes
| Saint-Lucien (Eure-et-Loir) | Hermeray               |                |
|                             | Raizeux                | Saint-Hilarion |
| Hanches (Eure-et-Loir)      | Épernon (Eure-et-Loir) |                |

Les communes limitrophes sont Hermeray au nord-ouest, au nord et au nord-est, Saint-Hilarion à l'est, Épernon au sud, Hanches au sud-ouest et Saint-Lucien au nord-ouest.

### Hydrographie

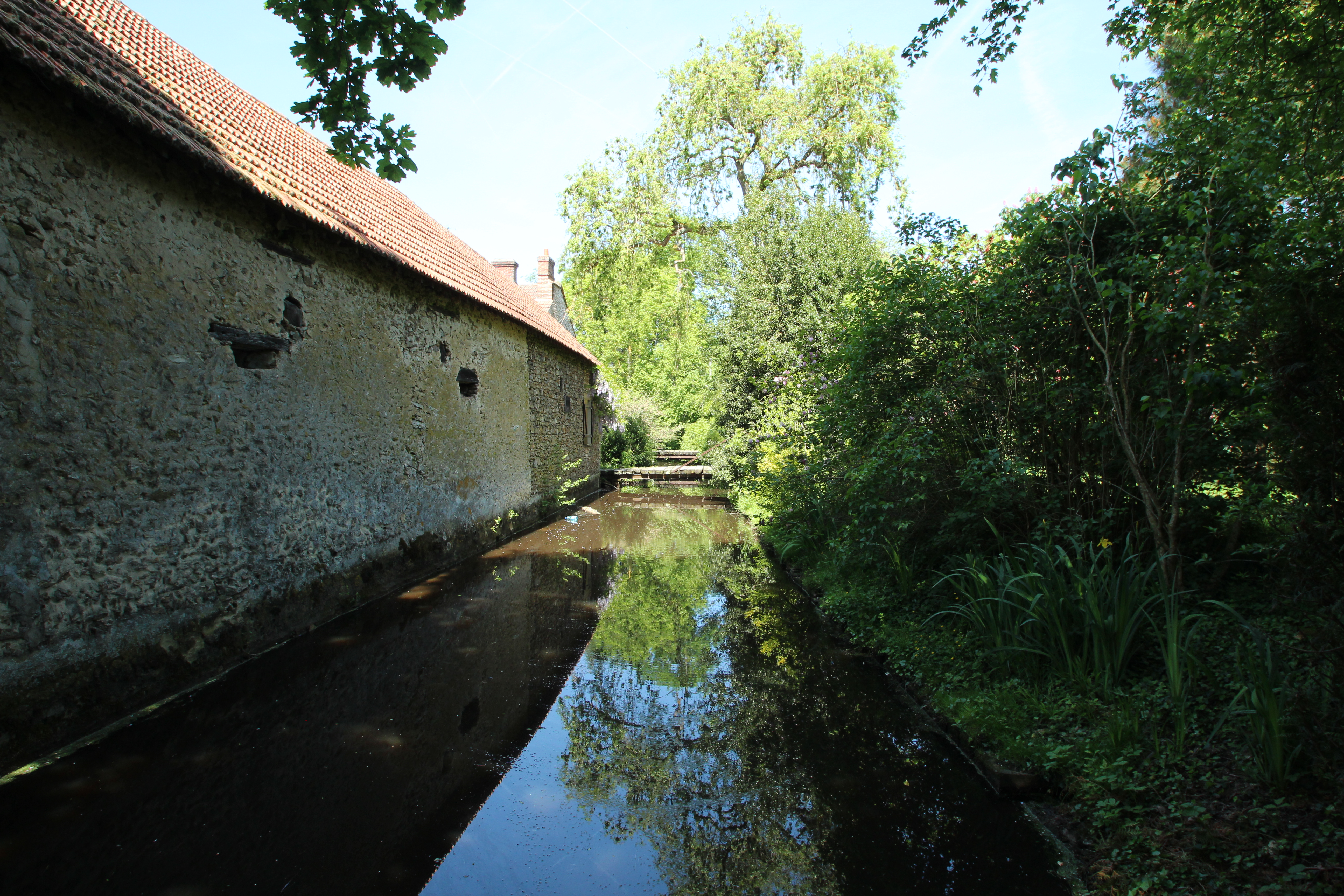
La Guesle aux Jardins de La Motte.

La commune de Raizeux est située dans la vallée de la Guesle, un sous-affluent de la Seine par l'Eure et la Drouette.
Une zone naturelle d'intérêt écologique, faunistique et floristique a été définie, la ZNIEFF no 110001443, intitulée Vallée de la Guesle de Guiperreux à Raizeux, pour protéger le réseau de mares et d'étangs, et les espèces végétales, de cette vallée.

### Climat
Pour des articles plus généraux, voir Climat de l'Île-de-France et Climat des Yvelines.
En 2010, le climat de la commune est de type climat océanique dégradé des plaines du Centre et du Nord, selon une étude du CNRS s'appuyant sur une série de données couvrant la période 1971-2000. En 2020, Météo-France publie une typologie des climats de la France métropolitaine dans laquelle la commune est exposée à un climat océanique altéré et est dans la région climatique Sud-ouest du bassin Parisien, caractérisée par une faible pluviométrie, notamment au printemps (120 à 150 mm) et un hiver froid (3,5 °C).
Pour la période 1971-2000, la température annuelle moyenne est de 10,5 °C, avec une amplitude thermique annuelle de 15,1 °C. Le cumul annuel moyen de précipitations est de 632 mm, avec 10,7 jours de précipitations en janvier et 8 jours en juillet. Pour la période 1991-2020, la température moyenne annuelle observée sur la station météorologique la plus proche, située sur la commune de Houx à 8 km à vol d'oiseau, est de 11,2 °C et le cumul annuel moyen de précipitations est de 622,1 mm,. Pour l'avenir, les paramètres climatiques de la commune estimés pour 2050 selon différents scénarios d'émission de gaz à effet de serre sont consultables sur un site dédié publié par Météo-France en novembre 2022.

## Urbanisme

### Typologie
Au 1er janvier 2024, Raizeux est catégorisée commune rurale à habitat dispersé, selon la nouvelle grille communale de densité à sept niveaux définie par l'Insee en 2022.
Elle appartient à l'unité urbaine d'Épernon, une agglomération inter-régionale regroupant six  communes, dont elle est une commune de la banlieue,,. Par ailleurs la commune fait partie de l'aire d'attraction de Paris, dont elle est une commune de la couronne,. Cette aire regroupe 1 929 communes,.

### Occupation des solssimplifiée
Le territoire de la commune se compose en 2017 de 90,08 % d'espaces agricoles, forestiers et naturels, 4,84 % d'espaces ouverts artificialisés et 5,08 % d'espaces construits artificialisés.

### Occupation des sols détaillé
L'espace rural comprend environ 60 % de bois, largement entrecoupés de clairières, qui se trouvent principalement dans la partie est du territoire et le long de la Guesle. Le reste est consacré à l'agriculture et à l'élevage.
L'espace habité s'étire le long de la rivière, principalement sur sa rive gauche, le centre principal se trouvant dans la partie sud avec le bourg de Raizeux, plus au sud à la limite d'Épernon, le hameau de Boulard, et plus au nord, le hameau des Chaises. Il comprend essentiellement des habitations individuelles.
Plusieurs fermes sont dispersées dans le territoire.
Les surfaces consacrées aux activités ne représentent que 0,03 % du territoire (0,3 ha).
Le tableau ci-dessous présente l'occupation des sols de la commune en 2018, telle qu'elle ressort de la base de données européenne d’occupation biophysique des sols Corine Land Cover (CLC).
| Type d’occupation                           | Pourcentage | Superficie (en hectares) |
| ------------------------------------------- | ----------- | ------------------------ |
| Tissu urbain discontinu                     | 8,9 %       | 93                       |
| Terres arables hors périmètres d'irrigation | 45,1 %      | 469                      |
| Forêts de feuillus                          | 46,0 %      | 479                      |
| Source : Corine Land Cover                  |             |                          |

### Hameaux de la commune
Raizeux se découvre au fil de ses hameaux.
Du nord au sud, les Piffaudières, les Chaises, les Roches, Boulard et Cady suivent le cours de la Guesle, ruisseau qui prend sa source dans le parc du château de Rambouillet. Un réseau de 35 km de sentes et chemins, ouverts au public, maille le territoire. Il fait l’objet d’un guide de randonnées familiales (disponible en mairie).

## Toponymie
Le nom de la localité est attesté sous les formes Raiseux en 1793, Rezeux  en 1801.
Raizeux semble être un toponyme du défrichement : une raiz en ancien français est une racine ou souche, et un endroit plein de raiz peut être dit raizeux ; le mot n'est pas attesté par les dictionnaires, mais il n'est pas exceptionnel qu'un mot se soit conservé qu'en toponymie. Et les dictionnaires n'ont certes pas pu recenser tous les mots du vocabulaire médiéval.

## Histoire
En 989, les moines de Saint-Magloire reçoivent de Robert le Pieux la terre de Guiperreux. Les moines entretenaient la léproserie dite « la Piffaudière » fondée en 990 dans le hameau des Grandes-Piffaudières qui disparaitra au XIVe siècle.
En 1790, Raizeux qui dépendait jusqu'alors de la paroisse de Hanches devient une commune de plein exercice.
En 1994, les obsèques de Robert Doisneau sont célébrées à Raizeux.

## Politique et administration

### Rattachements administratifs et électoraux
Rattachements administratifs et judiciaires
Antérieurement à la loi du 10 juillet 1964, la commune faisait partie du département de Seine-et-Oise. La réorganisation de la région parisienne en 1964 fit que la commune appartient désormais au département des Yvelines et est le chef-lieu de son arrondissement de Rambouillet après un transfert administratif effectif au 1er janvier 1968.
Elle faisait partie depuis 1793  du canton de Rambouillet de Seine-et-Oise puis des Yvelines. Dans le cadre du redécoupage cantonal de 2014 en France, cette circonscription administrative territoriale a disparu, et le canton n'est plus qu'une circonscription électorale.
Rattachements électoraux
Pour les élections départementales, la commune est depuis 2014 le bureau centralisateur d'un nouveau canton de Rambouillet
Pour l'élection des députés, elle fait partie de la dixième circonscription des Yvelines.

### Intercommunalité
Raizeux faisait partie de la communauté de communes Plaines et Forêts d'Yveline, un établissement public de coopération intercommunale (EPCI) à fiscalité propre créé en 2003 et auquel la commune avait transféré un certain nombre de ses compétences, dans les conditions déterminées par le code général des collectivités territoriales. Cette intercommunalité devient une communauté d'agglomération en 2015 sous le nom de Rambouillet Territoires communauté d’agglomération Rambouillet Territoires (RTCA).
Dans le cadre des dispositions de la loi portant nouvelle organisation territoriale de la République du 7 août 2015, qui prévoit que les établissements publics de coopération intercommunale (EPCI) à fiscalité propre doivent avoir un minimum de 15 000 habitants, cette intercommunalité a fusionné avec la petite communauté de communes Contrée d'Ablis-Porte des Yvelines et la communauté de communes des Étangs pour former, le 1er janvier 2017, la communauté d'agglomération dénommée Rambouillet Territoires dont la commune est désormais membre.

### Liste des maires
| Période                                  | Période                    | Identité            | Étiquette | Qualité |
| ---------------------------------------- | -------------------------- | ------------------- | --------- | --- |
| Les données manquantes sont à compléter. |                            |                     |           | |
| 1919                                     | 1934                       | M. Marais           |           | |
| 1934                                     | 1941                       | M. Goumand          |           | |
| 1941                                     | 1944                       | M. Amman            |           | |
| 1944                                     | 1962                       | M. Feldkircher      |           | |
| 1962                                     | 1983                       | M. Jeulain          |           | |
| 1983                                     | 1986                       | Jean-Pierre Morin   |           | |
| 1986                                     | En cours (au 11 aout 2022) | Jean-Pierre Zannier |           | Conducteur de travaux Vice-président de la CA Rambouillet Territoires (2017 → ) Réélu pour le mandat 2020-2026 |

## Population et société

### Démographie

#### Évolution démographique
L'évolution du nombre d'habitants est connue à travers les recensements de la population effectués dans la commune depuis 1793. Pour les communes de moins de 10 000 habitants, une enquête de recensement portant sur toute la population est réalisée tous les cinq ans, les populations de référence des années intermédiaires étant quant à elles estimées par interpolation ou extrapolation. Pour la commune, le premier recensement exhaustif entrant dans le cadre du nouveau dispositif a été réalisé en 2008.

En 2022, la commune comptait 990 habitants, en évolution de +5,66 % par rapport à 2016 (Yvelines : +2,72 %, France hors Mayotte : +2,11 %).
| 1793 | 1800 | 1806 | 1821 | 1831 | 1836 | 1841 | 1846 | 1851 |
| ---- | ---- | ---- | ---- | ---- | ---- | ---- | ---- | ---- |
| 461  | 539  | 525  | 514  | 553  | 541  | 503  | 506  | 511  |

| 1856 | 1861 | 1866 | 1872 | 1876 | 1881 | 1886 | 1891 | 1896 |
| ---- | ---- | ---- | ---- | ---- | ---- | ---- | ---- | ---- |
| 524  | 527  | 537  | 531  | 507  | 526  | 519  | 536  | 553  |

| 1901 | 1906 | 1911 | 1921 | 1926 | 1931 | 1936 | 1946 | 1954 |
| ---- | ---- | ---- | ---- | ---- | ---- | ---- | ---- | ---- |
| 527  | 455  | 455  | 446  | 445  | 442  | 377  | 368  | 347  |

| 1962 | 1968 | 1975 | 1982 | 1990 | 1999 | 2006 | 2008 | 2013 |
| ---- | ---- | ---- | ---- | ---- | ---- | ---- | ---- | ---- |
| 280  | 314  | 424  | 530  | 626  | 732  | 809  | 831  | 900  |

| 2018 | 2022 | - | - | - | - | - | - | - |
| ---- | ---- | - | - | - | - | - | - | - |
| 966  | 990  | - | - | - | - | - | - | - |

#### Pyramide des âges
En 2018, le taux de personnes d'un âge inférieur à 30 ans s'élève à 33,4 %, soit en dessous de la moyenne départementale (38 %). À l'inverse, le taux de personnes d'âge supérieur à 60 ans est de 25,1 % la même année, alors qu'il est de 21,7 % au niveau départemental.
En 2018, la commune comptait 498 hommes pour 468 femmes, soit un taux de 51,55 % d'hommes, largement supérieur au taux départemental (48,68 %).
Les pyramides des âges de la commune et du département s'établissent comme suit.
| Hommes | Classe d’âge | Femmes |
| ------ | ------------ | ------ |
| 0,2    | 90 ou +      | 0,6    |
| 5,6    | 75-89 ans    | 7,1    |
| 18,9   | 60-74 ans    | 17,9   |
| 23,3   | 45-59 ans    | 20,5   |
| 18,3   | 30-44 ans    | 20,7   |
| 13,1   | 15-29 ans    | 12,6   |
| 20,7   | 0-14 ans     | 20,5   |

| Hommes | Classe d’âge | Femmes |
| ------ | ------------ | ------ |
| 0,6    | 90 ou +      | 1,4    |
| 6      | 75-89 ans    | 7,8    |
| 13,5   | 60-74 ans    | 14,8   |
| 20,7   | 45-59 ans    | 20,1   |
| 19,6   | 30-44 ans    | 19,9   |
| 18,5   | 15-29 ans    | 16,8   |
| 21,2   | 0-14 ans     | 19,2   |

### Enseignement

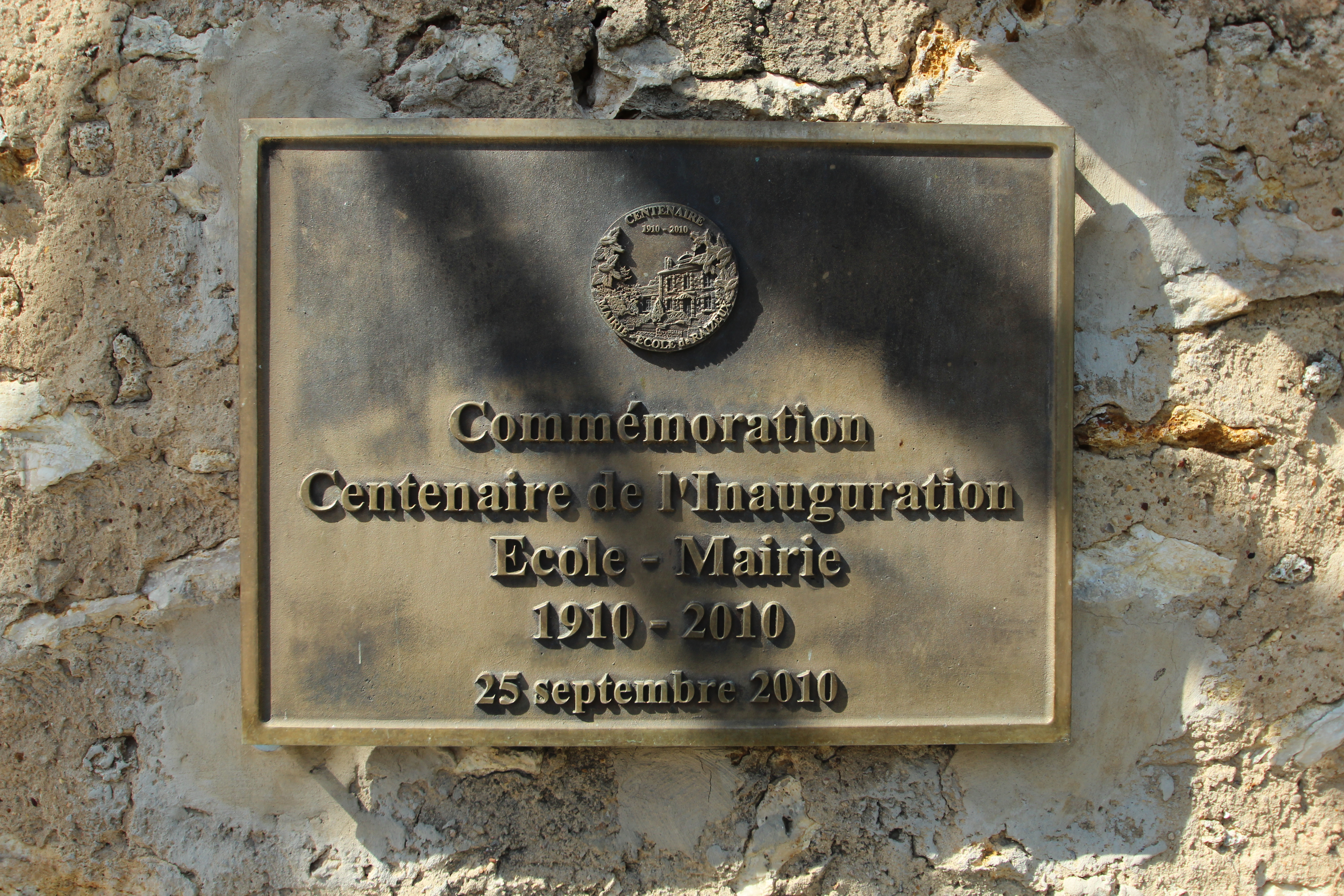
Plaque commémorative du centenaire de la mairie-école, en 1910.

École élémentaire et primaire. Médiathèque et bibliothèque. Centre inter-générationnel.

### Manifestations culturelles et festivités
- La Raizeulienne, grande journée sportive en juin de chaque année.[réf. nécessaire]
- « Les Tamalous » : une troupe locale de théâtre[30].

## Économie
- Exploitations agricoles.

## Culture locale et patrimoine

### Lieux et monuments
- Église Notre-Dame-de-la-Bonne-Nouvelle, édifice en pierre du XVIe siècle, à vaisseau unique terminé par une abside à trois pans.
- Château de la Baste (XVIIe siècle).
- Lavoir du XIXe siècle.

### Galerie

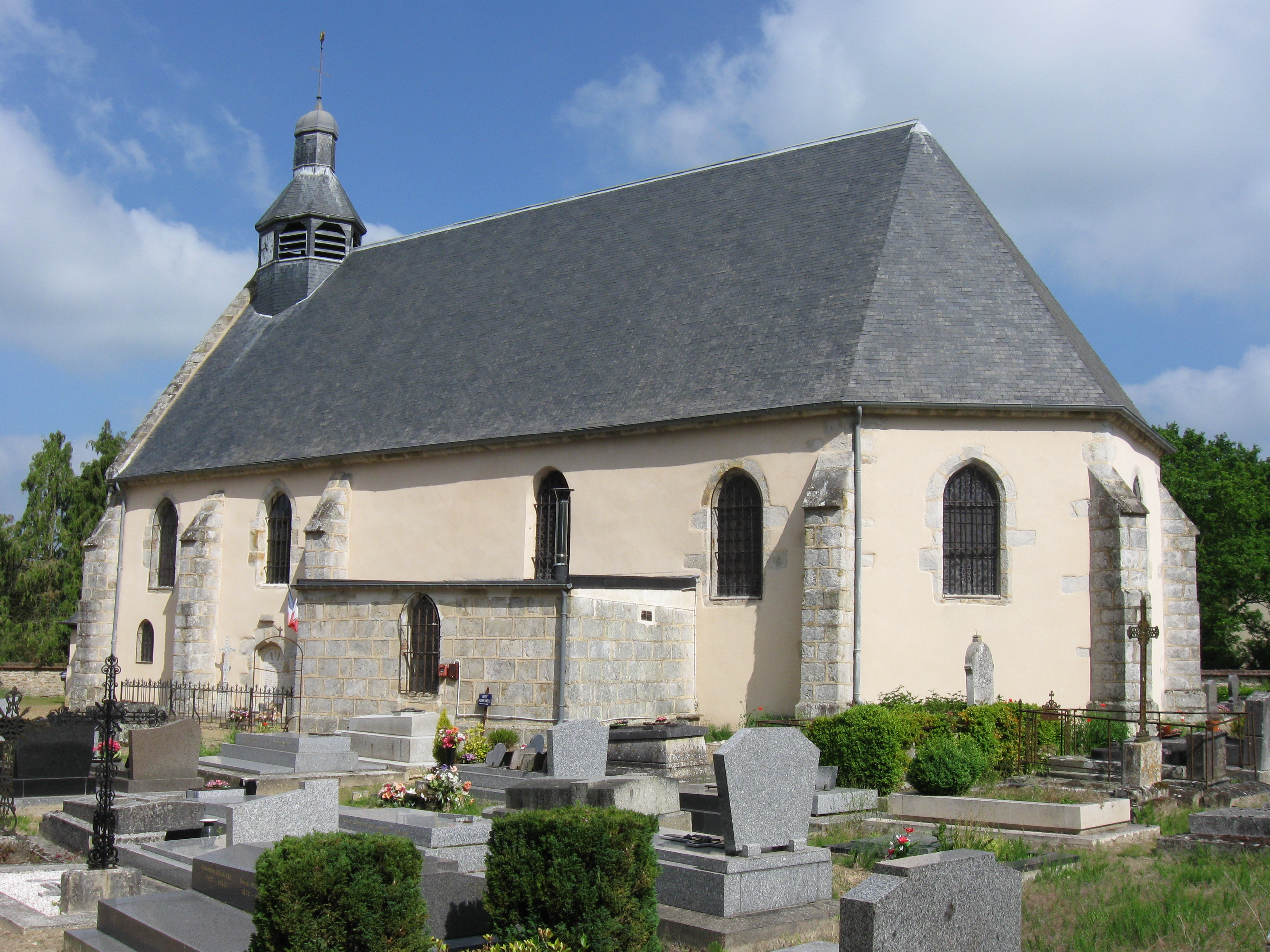
L'église Notre-Dame.
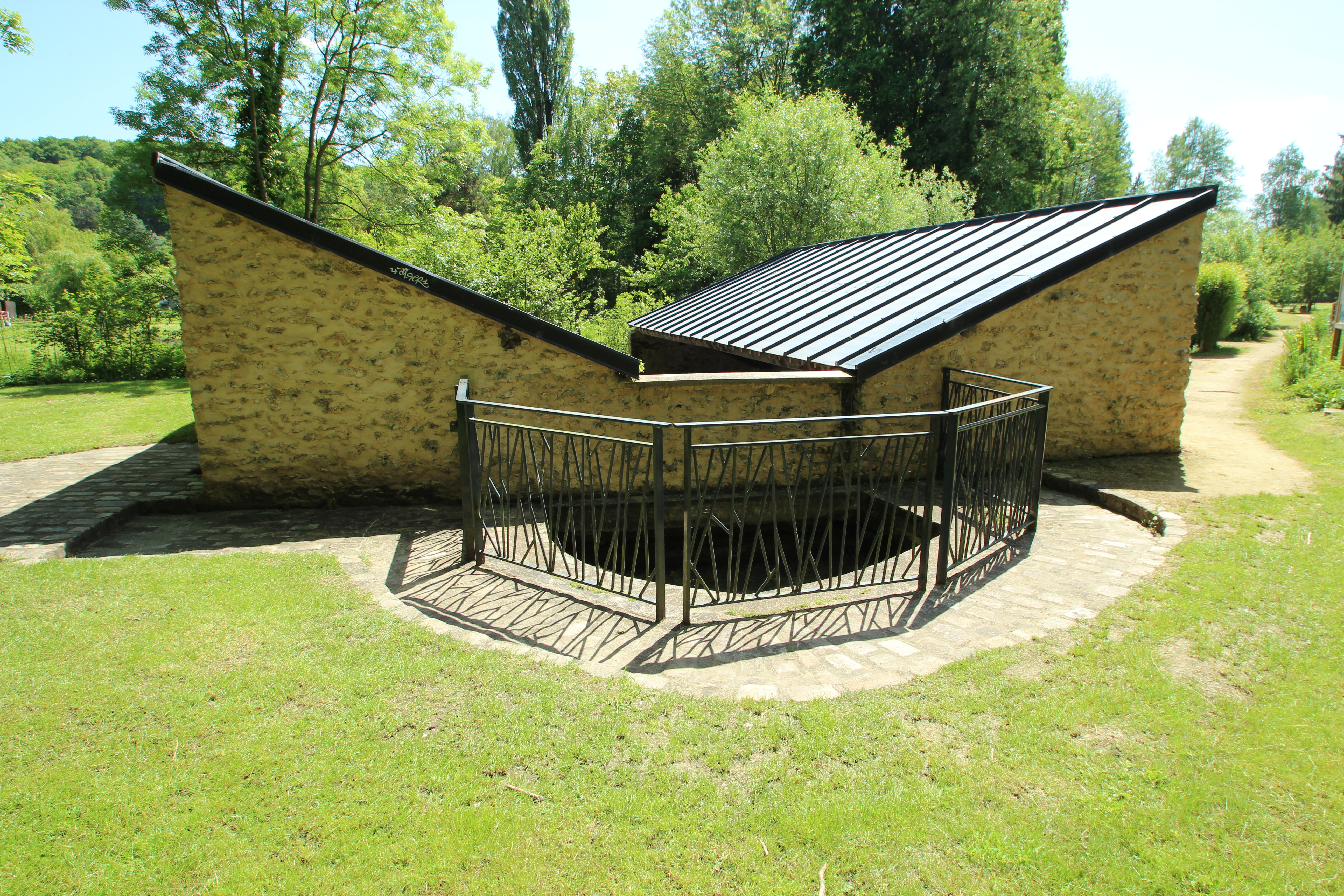
Le lavoir.
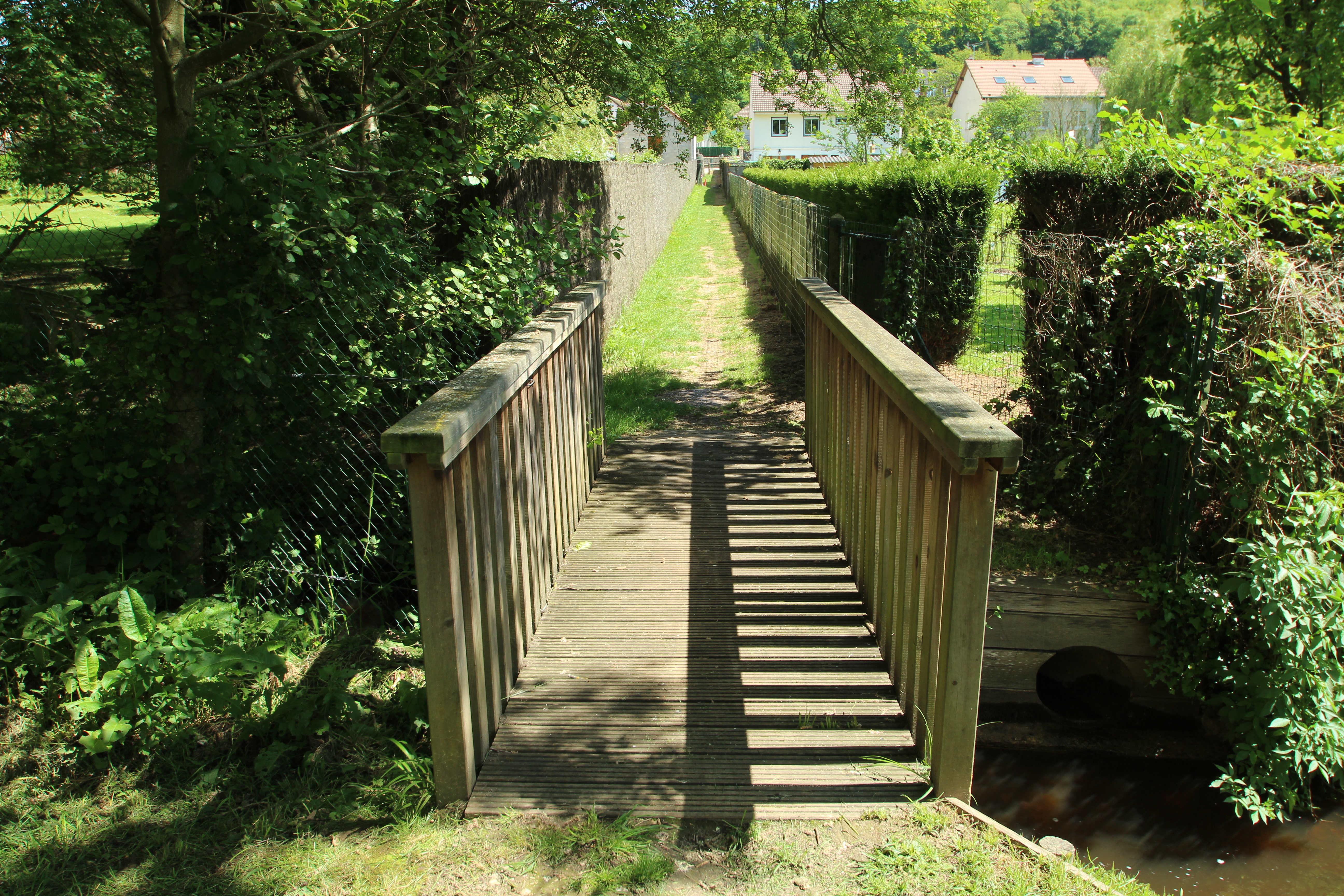
Les jardins de la Motte.

### Personnalités liées à la commune
- Robert Doisneau (1912-1994), photographe français, a séjourné à Raizeux chez son grand-père au cours de son enfance, avait une résidence secondaire dans la commune et y est enterré dans le cimetière communal aux côtés de son épouse.
- Jean Rochefort (1930-2017) y a épousé Françoise Vidal en janvier 1989[31].

### Héraldique
| Blason de Raizeux | Blason  | De sinople au chevron cousu d'azur, accompagné en chef à dextre d'une tête de cerf contournée au naturel, à senestre d'une onde alésée d'azur et en pointe d'un épi de blé d'or. |
| Blason de Raizeux | Détails | Le statut officiel du blason reste à déterminer. |